# Иргень (озеро)
Иргень — озеро Ивано-Арахлейской системы озёр на юге Витимского плоскогорья в Читинском районе Забайкальского края. Находится в 60 км к западу от города Читы. Относится к бассейну реки Хилок (правый приток Селенги).

## Описание
Площадь водной поверхности — 33,2 км², площадь водосбора 188 км². Длина — 8,1 км, максимальная ширина — 5,8 км. Высота над уровнем моря — 946 м. Озера преимущественно мелководно с глубинами до 3,7 метров, в северо-восточной части глубины достигают 5,5 метров. Объем воды в озере составляет 0,06 км3. Длина береговой линии — 23 км. В озеро впадают реки Иргенка и Хуба, вытекает протока, впадающая в реку Хилок. Берега низкие, заболоченные, покрытые луговой и степной растительностью, юго-восточный берег высокий и крутой, местами обрывистый.. На восточном берегу, через реку Хилок, расположено село Иргень. 
Озеро соединяется речной сетью с озёрами Шакша, Большой Ундугун и другими.
В северо-западной части над озером возвышается гора Иргенская (1158 м).

## История
Озеро Иргень известно с первых походов в Даурские земли (1650−1653 гг.), когда Петром Бекетовым в 1653 году на восточном берегу озера был основан Иргенский острог. 
Протопоп Аввакум также описывает это место в своём житие: весной 1657 года он, «лямку тянув», добрался по Хилку до озера Иргень, где всё лето рыбу ловил и людей кормил.

## Данные водного реестра
По данным государственного водного реестра России относится к Ангаро-Байкальскому бассейновому округу, водохозяйственный участок реки — Хилок. Речной бассейн реки — Селенга (российская часть бассейнов).
Код водного объекта в государственном водном реестре — 16030000311116300001274.